# Genioliparis ferox
Genioliparis ferox és una espècie de peix pertanyent a la família dels lipàrids.

## Descripció
- El mascle fa 24 cm de llargària màxima i la femella 23,1.[5]

## Hàbitat
És un peix marí i batipelàgic que viu fins als 2.884 m de fondària.

## Distribució geogràfica
Es troba al Pacífic nord-oriental: davant les costes d'Oregon (els Estats Units).

## Observacions
És inofensiu per als humans.